# Graf przepływu sterowania

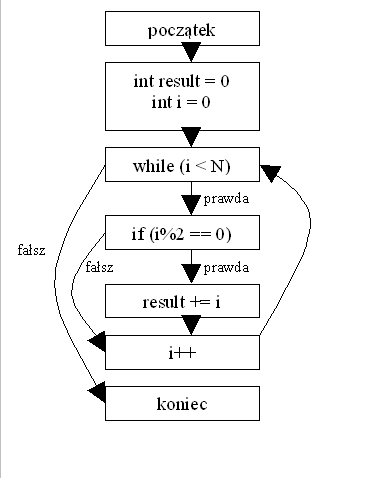
Graf przepływu sterowania przykładowego programu. Dla zwiększenia przejrzystości wierzchołki grafu reprezentujące predykaty zwierają słowa kluczowe instrukcji, w których są zawarte

Graf przepływu sterowania (ang. control flow graph) – abstrakcyjna struktura danych używana przez kompilator do reprezentacji pojedynczej procedury programu. Wierzchołkami grafu są bloki podstawowe, a skierowane krawędzie wskazują powiązania między blokami.
Często w reprezentacji grafu przepływu sterowania spotyka się dodatkowe specjalne bloki: blok wejściowy i blok wyjściowy, oznaczające odpowiednio początek i koniec procedury.
Krawędzie mogą być etykietowane wartościami „prawda” lub „fałsz” – wówczas oznaczają, że wykonanie docelowego bloku zależy od wartości predykatu zawartego w źródłowym bloku.
Graf przepływu sterowania jest wykorzystywany do optymalizacji programów.

## Przykład
Fragment programu wyliczający sumę parzystych liczb z przedziału 0...N. Jego graf przepływu sterowania znajduje się obok.
```
int
 
result
 
=
 
0
;

int
 
i
 
=
 
0
;

while
 
(
i
 
<
 
N
)
 
{

    
if
 
(
i
 
%
 
2
 
==
 
0
)
 
{

        
result
 
+=
 
i
;

    
}

    
++
i
;

}

```

Graf przepływu sterowania jest statyczną reprezentacją programu, reprezentuje więc wszystkie przejścia programu. Na przykład dla instrukcji if / else zawiera jej obie gałęzie, choć wiadomo, że zawsze wykonuje się dokładnie jedna z nich. Cykl w grafie mówi, że w programie występuje pętla (zwłaszcza jeśli jest to cykl między końcem i początkiem bloku). Cykle pozwalają kompilatorowi wykryć niejawnie zapisane pętle.